# Liste von Skulpturen und Kleindenkmalen in der Johannstadt (Dresden)
Diese Liste von Skulpturen und Kleindenkmalen gibt einen Überblick über die Skulpturen, Plastiken, Reliefs, Medaillons, Tafeln, Stelen und anderen Kleindenkmale in der Johannstadt, die von allgemeinem Interesse sind, unabhängig davon, ob sie unter Denkmalschutz stehen oder nicht. Alle denkmalgeschützten Objekte der Johannstadt sind in der Liste der Kulturdenkmale in Altstadt II (Dresden) erfasst.
Dies ist eine Teilliste der Liste von Skulpturen und Kleindenkmalen in Dresden.

## Johannstadt (Altstadt II)
| Bild | Bezeichnung     | Adresse / Lage                                     | Beschreibung | Künstler                                           | Jahr                   |
| ---- | --------------- | -------------------------------------------------- | --- | -------------------------------------------------- | ---------------------- |
|      | Tafel           | Blasewitzer Str. 41/43                             | Gedenktafel für Karl Nüchterlein mit Kopfporträt und einer Exakta-Kamera zur Erinnerung an das Ihagee-Kamerawerk                                              |                                                    | 2006                   |
|      | Relief          | Bundschuhstr. 5                                    | Jugendstil-Fassadenschmuck am Mietshaus | Eduard Jungbluth                                   | 1903                   |
|      | Relief          | Bundschuhstr. 7                                    | Jugendstil-Fassadenschmuck am Mietshaus | Eduard Jungbluth                                   | 1903                   |
|      | Stele           | Comeniusstr. Ecke Wintergartenstr. (Lage)          | Sandstein-Stele | Lothar Beck                                        | 2001                   |
|      | Relief          | Comeniusstr. 22 (Lage)                             | Relief an der Villa Comeniusstr. 22 (Südfassade Stübelallee)                                                                                                  |                                                    | 1902                   |
|      | Relief          | Comeniusstr. 32 (Lage)                             | Relief am Portal der Villa Comeniusstr. 32 |                                                    |                        |
|      | Plastik         | Comeniusstr. 68 (Lage)                             | Laufvogelgruppe | Wolfram Hesse                                      |                        |
|      | Plastik         | Dürerstr. 89 / Ecke Maria-Cebotari-Str. (Lage)     | Bronzeplastik „Traubenesser“ (urspr. in der Webergasse) | Erich Otto                                         | 1961–1962              |
|      | Skulptur        | Dürerstr. 86 (Lage)                                | Plastik: „Kletternde Kinder“ vor der ehemaligen 52. Grundschule „Albrecht Dürer“ (inzwischen Nebengebäude des Bertolt-Brecht-Gymnasiums)                      | August Martin Hoffmann                             | 1969                   |
|      | Stele           | Fetscherplatz (Lage)                               | Gedenkstele für Rainer Fetscher | Günther Billig, Martin Hänisch                     | 1978                   |
|      | Relief          | Fetscherplatz (Lage)                               | Gedenktafel für Rainer Fetscher | Günther Billig, Martin Hänisch                     | 1978                   |
|      | Stele           | Fetscherstraße 2 (Lage)                            | Metallplastik vor der 6. Grundschule „Am Großen Garten“ | Wilhelm Landgraf                                   |                        |
|      | Plastik         | Fetscherstr. 2                                     | Eisenbandplastik „Schulkinder“ am Giebel der Schule Fetscherstr.                                                                                              | Walter Flemming                                    | 1959                   |
| –    | Plastik         | Fetscherstr.                                       | Plastik Stehender Arbeiter im Hof des Clara-Zetkin-Heims (nicht mehr vorhanden)                                                                               | Gerhard Geyer                                      | 1960er Jahre           |
|      | Giebel          | Fetscherstr. (Lage)                                | Giebel über dem Portal zum ehemaligen Stadtkrankenhaus Dresden-Johannstadt (jetzt Universitätsklinikum)                                                       |                                                    |                        |
|      | Skulptur        | Fiedlerstr. 1                                      | Skulptur im Vorgarten der Friedhofsverwaltung des Trinitatisfriedhofs in Dresden                                                                              |                                                    |                        |
|      | Skulptur        | Fiedlerstr. 1                                      | Skulptur im Vorgarten der Friedhofsverwaltung des Trinitatisfriedhofs in Dresden                                                                              |                                                    |                        |
|      | Relief          | Fiedlerstr. 2 / Trinitatisplatz                    | Relief mit den Symbolen der Evangelisten am Portal der Johanneskirchgemeinde in Dresden                                                                       |                                                    |                        |
|      | Skulptur        | Fiedlerstr. (Lage)                                 | Stahl-Skulptur „Balanceakt“ | Christoph Reichenbach                              | 2009                   |
|      | Stele           | Fiedlerstr. (Lage)                                 | Stele zur Erinnerung an Carl Gustav Carus |                                                    |                        |
|      | Skulptur        | Florian-Geyer-Str. / Pfeifferhannsstr. (Lage)      | Skulpturen der „Bildhauerwerkstatt 2010“ |                                                    | 2010                   |
|      | Relief          | Güntzstr. 28 (Lage)                                | Tafel am Studentenwohnheim Güntzstraße 28/28a (Westseite, nördl.) zur Erinnerung an das frühere Altersheim Henriettenstift                                    |                                                    |                        |
|      | Relief          | Güntzstr. 28 (Lage)                                | Relieftafeln zu Theodor Körner am Studentenwohnheim (Westseite, nördl.)                                                                                       | Werner Hempel                                      | 1953–1955              |
|      | Relief          | Güntzstr. 28 (Lage)                                | Relieftafeln zu Carl Maria von Weber am Studentenwohnheim (Westseite, Mitte)                                                                                  | Walter Flemming                                    | 1953–1955              |
|      | Relief          | Güntzstr. 28 (Lage)                                | Relieftafeln zu Ludwig Richter am Studentenwohnheim (Westseite, südl.)                                                                                        | Hildegard Konopka-Wiegel                           | 1953–1955              |
|      | Relief          | Güntzstr. 28 (Lage)                                | Gesamtfries am Studentenwohnheim (Südseite) 11 Relieftafeln als Fries zur Geschichte der Stadt                                                                | Reinhold Langner und Werner Hempel                 | 1957                   |
|      | Relief          | Güntzstr. 28 (Lage)                                | 11 Relieftafeln als Fries zur Geschichte der Stadt am Studentenwohnheim Güntzstraße 28/28a (Südseite) zum Thema 1 Besiedlung im Mittelalter (Wildschweinjagd) | Reinhold Langner und Werner Hempel                 | 1957                   |
|      | Relief          | Güntzstr. 28                                       | 11 Relieftafeln als Fries zur Geschichte der Stadt am Studentenwohnheim (Südseite) zum Thema 2 Bau der Elbbrücke                                              | Reinhold Langner und Werner Hempel                 | 1957                   |
|      | Relief          | Güntzstr. 28                                       | 11 Relieftafeln als Fries zur Geschichte der Stadt am Studentenwohnheim (Südseite) zum Thema 3 Gründung der Kreuzschule                                       | Reinhold Langner und Werner Hempel                 | 1957                   |
|      | Relief          | Güntzstr. 28                                       | 11 Relieftafeln als Fries zur Geschichte der Stadt am Studentenwohnheim (Südseite) zum Thema 4 Bauernkrieg                                                    | Reinhold Langner und Werner Hempel                 | 1957                   |
|      | Relief          | Güntzstr. 28                                       | 11 Relieftafeln als Fries zur Geschichte der Stadt am Studentenwohnheim (Südseite) zum Thema 5 Karneval im Zwinger (Feudalismus, 18. Jhdt.)                   | Reinhold Langner und Werner Hempel                 | 1957                   |
|      | Relief          | Güntzstr. 28                                       | 11 Relieftafeln als Fries zur Geschichte der Stadt am Studentenwohnheim (Südseite) zum Thema 6 Bau der Frauenkirche (Bürgertum)                               | Reinhold Langner und Werner Hempel                 | 1957                   |
|      | Relief          | Güntzstr. 28                                       | 11 Relieftafeln als Fries zur Geschichte der Stadt am Studentenwohnheim (Südseite) zum Thema 7 Industrialisierung und Eisenbahn (1839)                        | Reinhold Langner und Werner Hempel                 | 1957                   |
|      | Relief          | Güntzstr. 28                                       | 11 Relieftafeln als Fries zur Geschichte der Stadt am Studentenwohnheim (Südseite) zum Thema 8 Dresdner Maiaufstand 1849                                      | Reinhold Langner und Werner Hempel                 | 1957                   |
|      | Relief          | Güntzstr. 28                                       | 11 Relieftafeln als Fries zur Geschichte der Stadt am Studentenwohnheim (Südseite) zum Thema 9 Arbeiterbewegung, 1. Mai 1893                                  | Reinhold Langner und Werner Hempel                 | 1957                   |
|      | Relief          | Güntzstr. 28                                       | 11 Relieftafeln als Fries zur Geschichte der Stadt am Studentenwohnheim (Südseite) zum Thema 10 Zerstörung, 13. Februar 1945                                  | Reinhold Langner und Werner Hempel                 | 1957                   |
|      | Relief          | Güntzstr. 28                                       | 11 Relieftafeln als Fries zur Geschichte der Stadt am Studentenwohnheim (Südseite) zum Thema 11 Wiederaufbau nach 1945                                        | Reinhold Langner und Werner Hempel                 | 1957                   |
|      | Skulptur        | Güntzstr. 28 (Lage)                                | Skulptur „Flugwille des Menschen“ | Max Lachnit                                        | 1956–1957              |
|      | Skulptur        | Güntzstr. 34 (Lage)                                | Skulptur Putten auf dem Dach des ehemaligen Kunstgewerbemuseums                                                                                               |                                                    |                        |
|      | Giebel          | Güntzstr. 34 (Lage)                                | Giebel am Gebäude des ehemaligen Kunstgewerbemuseums |                                                    |                        |
|      | Skulptur        | Güntzstr. 34 (Lage)                                | Skulptur Sitzende im Innenhof des ehemaligen Kunstgewerbemuseums                                                                                              |                                                    |                        |
|      | Skulptur        | Güntzstr. 34 (Lage)                                | Skulptur Stehende im Innenhof des ehemaligen Kunstgewerbemuseums                                                                                              |                                                    |                        |
|      | Brunnenskulptur | Güntzstr. / Gerokstr. (Lage)                       | Brunnenskulptur am Gebäude des ehemaligen Kunstgewerbemuseums                                                                                                 |                                                    |                        |
|      | Relief-Wand     | Holbeinstr. Ecke Reißigerstr. (Lage)               | Betongussrelief „Flug der Kraniche“, bis 2012 in der Flugzeugwerft in Dresden-Klotzsche                                                                       | Rudolf Sitte                                       | um 1970                |
|      | Skulptur        | Käthe-Kollwitz-Ufer (Elbufer) (Lage)               | Stahlskulptur „Undine geht“ am Elbufer nach der Erzählung „Undine geht“ von Ingeborg Bachmann                                                                 | Angela Hampel                                      | 1998                   |
|      | Skulptur        | Käthe-Kollwitz-Ufer                                | Skulptur „Brückenköpfe“ | Ulrich Eißner                                      |                        |
|      | Relief          | Marschnerstr. 26                                   | Eisenbandrelief „Aus der Strömungslehre“ | Hans Kinder                                        | 1956–1957              |
|      | Plastik         | Pfotenhauerstr. 40 (Lage)                          | Bronzeplastik „Spielende Kinder“ (auch: „Lebensfreude“), nahe 102. Grundschule                                                                                | Hildegard Jahn-Wiegel                              | 1974–1975              |
|      | Skulptur        | Pfotenhauerstr. 42 / Pfeifferhannsstr. (Lage)      | Reliefsäule „Sozialistische Persönlichkeiten“ vor der Grundschule                                                                                             | Johannes Peschel                                   | 1979                   |
|      | Skulptur        | Pfotenhauerstraße 81/83 (Lage)                     | Skulpturengarten in der Abteilung für Bildhauerei der HfBK Dresden                                                                                            |                                                    |                        |
|      | Skulptur        | Pfotenhauerstraße 81/83                            | Skulpturengarten in der Abteilung für Bildhauerei der HfBK Dresden                                                                                            |                                                    |                        |
|      | Skulptur        | Pfotenhauerstraße 81/83                            | Skulpturengarten in der Abteilung für Bildhauerei der HfBK Dresden                                                                                            |                                                    |                        |
|      | Skulptur        | Pfotenhauerstraße 81/83 (Lage)                     | Skulpturengarten in der Abteilung für Bildhauerei der HfBK Dresden                                                                                            |                                                    |                        |
|      | Skulptur        | Sachsenplatz (Lage)                                | Skulptur „Große Liegende“ | Peter Makolies                                     | 1975                   |
|      | Skulptur        | Sachsenplatz (Lage)                                | Skulptur „Palaverhaus“ | Georg Karl Pfahler                                 | 1994                   |
|      | Skulptur        | Straßburger Platz (Lage)                           | Julius-Fučik-Denkmal |                                                    |                        |
|      | Formsteinwand   | Striesener Str. (Lage)                             | Formsteinwand am Studentenwohnheim Marschnerstr. | Karl-Heinz Adler, Friedrich Kracht                 | nach/um 1973           |
|      | Plastik         | Striesener Str. (Lage)                             | Keramikplastik: Frühling aus dem Zyklus „Vier Jahreszeiten und Lebensalter“                                                                                   | Egmar Ponndorf, Viktoria Krüger, Christian Schulze | 1978                   |
|      | Plastik         | Striesener Str.                                    | Bronzeplastik: Sommer aus dem Zyklus „Jahreszeiten und Lebenszeiten“                                                                                          | Egmar Ponndorf, Viktoria Krüger, Christian Schulze | 1978                   |
|      | Plastik         | Striesener Str.                                    | Bronzeplastik: Herbst aus dem Zyklus „Jahreszeiten und Lebenszeiten“                                                                                          | Egmar Ponndorf, Viktoria Krüger, Christian Schulze | 1978                   |
|      | Plastik         | Striesener Str.                                    | Bronzeplastik: Winter aus dem Zyklus „Jahreszeiten und Lebenszeiten“                                                                                          | Egmar Ponndorf, Viktoria Krüger, Christian Schulze | 1978                   |
|      | Plastik         | Striesener Str.                                    | Bronzeplastik mit Sonne aus dem Zyklus „Jahreszeiten und Lebenszeiten“                                                                                        | Egmar Ponndorf, Viktoria Krüger, Christian Schulze | 1978                   |
|      | Plastik         | Striesener Str.                                    | Bronzeplastik mit Sonne aus dem Zyklus „Jahreszeiten und Lebenszeiten“                                                                                        | Egmar Ponndorf, Viktoria Krüger, Christian Schulze | 1978                   |
|      | Plastik         | Striesener Str.                                    | Bronzeplastik mit Sonne aus dem Zyklus „Jahreszeiten und Lebenszeiten“                                                                                        | Egmar Ponndorf, Viktoria Krüger, Christian Schulze | 1978                   |
|      | Skulptur        | Striesener Str. (Lage)                             | Skulptur „Stolz und Demut“, entstanden beim Bildhauersymposium „Sandstein & Platte“                                                                           | Resi Grevelhörster                                 | 2007                   |
|      | Skulptur        | Striesener Str. (Lage)                             | Skulptur: „Die Ziege“, entstanden beim Bildhauersymposium „Sandstein & Platte“                                                                                | Eva Backofen                                       | 2007                   |
|      | Skulptur        | Striesener Str. (Lage)                             | Skulptur: „Seven Prayer“, entstanden beim Bildhauersymposium „Sandstein & Platte“                                                                             | Michio Otsuka                                      | 2007                   |
|      | Skulptur        | Striesener Str. (Lage)                             | Doppelrelief „Große Sonnenanbeterin“, entstanden beim Bildhauersymposium „Sandstein & Platte“                                                                 | Lothar Beck                                        | 2007                   |
|      | Skulptur        | Striesener Str. (Lage)                             | Skulptur: „Die Blume“, entstanden beim Bildhauersymposium „Sandstein & Platte“                                                                                | Pavel Hošek                                        | 2007                   |
|      | Skulptur        | Striesener Str. (Lage)                             | Skulptur: „Sand, Stein, Dorn und Platte“, entstanden beim Bildhauersymposium „Sandstein & Platte“                                                             | Jo. Harbort                                        | 2007                   |
|      | Relief          | Striesener Str. (Lage)                             | Zweiseitiges Relief | Viktoria Krüger                                    |                        |
|      | Relief          | Striesener Str. (Lage)                             | Beton-Relief mit 5 Pfeilern |                                                    |                        |
|      | Skulptur        | Stübelallee (Lage)                                 | Bronzeplastik „Sozialistische Familie“ | Max Piroch                                         | 1969                   |
|      | Skulptur        | Stübelallee (Lage)                                 | Beton-Skulptur Sitzende | Regina Fleck                                       | 1986                   |
|      | Skulptur        | Stübelallee / Lipsiusstr. (Lage)                   | Skulptur „Radschlagender Pfau“ | Susanne Voigt                                      | 1966, aufgestellt 1978 |
|      | Stele           | Stübelallee / Lipsiusstr. (Lage)                   | Lipsiusdenkmal mit Knabenskulptur |                                                    | 2005 restauriert       |
|      | Plastik         | Stübelallee / Müller-Berset-Str. (Lage)            | Plastik „Große Stehende (auf einem Bein)“ | Wieland Förster                                    | 1968 (überarb. 1970)   |
|      | Skulptur        | Universitätsklinikum (Lage)                        | Brunnenskulptur „Vom Fischer un syner Fru Ilsebill“ im Eingang zum Universitätsklinikum                                                                       | Eva Peschel                                        | 1993                   |
|      | Relief          | Universitätsklinikum (Lage)                        | Relief (Tondo) „Paracelsus“ am Haus 19 des Universitätsklinikum                                                                                               | Eugen Hoffmann                                     | 1953–1954              |
|      | Skulptur        | Universitätsklinikum (Lage)                        | Sandstein-Skulptur: Mutter mit Kindern im Herrengarten auf dem Gelände des Universitätsklinikums „Carl Gustav Carus“                                          | Ludwig Godenschweg                                 | um 1920                |
|      | Brunnen         | Universitätsklinikum (Lage)                        | Brunnen „Treppauf – Treppab“ | Heidemarie Dreßel                                  | 1992                   |
|      | Skulptur        | Universitätsklinikum (Lage)                        | Skulptur Hockende | Johannes Peschel                                   |                        |
|      | Skulptur        | Universitätsklinikum (Lage)                        | Skulptur Mann mit erhobenen Armen | Johannes Peschel                                   | 1986                   |
|      | Skulptur        | Universitätsklinikum (Lage)                        | Skulptur Schmetterling | Johannes Peschel                                   |                        |
|      | Skulptur        | Universitätsklinikum (Lage)                        | Skulptur |                                                    |                        |
|      | Plastik         | Universitätsklinikum (Lage)                        | Lapidarium aus Steinen der ehemaligen Krankenhauskirche |                                                    |                        |
|      | Plastik         | Universitätsklinikum (Lage)                        | Bronzeplastik „Mutter mit Kind“ | Reinhard Dietrich                                  | 1960er Jahre           |
|      | Plastik         | Universitätsklinikum (Lage)                        | Bronzeplastik Kraniche | Susanne Voigt                                      | 1960er Jahre           |
|      | Skulptur        | Universitätsklinikum (Lage)                        | Skulpturen Katze und Hund |                                                    |                        |
|      | Installation    | Universitätsklinikum (Lage)                        | Installation „Gestänge im Raum“ hinter dem Herzzentrum | Roland Phlebs                                      | 2004                   |
|      | Relief          | Universitätsklinikum (Lage)                        | Relief am Eingang der Klinik für Orthopädie | Magdalene Kreßner                                  |                        |
|      | Sgraffito       | Universitätsklinikum, 01307 Dresden, Fiedlerstr.23 | mittlerweile verbaut, Zugang am Hintereingang von OncoRay, Zentrum für Innovationsforschung                                                                   | Alfred Hesse, Peter Hesse (Sohn von Alfred Hesse)  | 1964                   |